# Darolutamid
Darolutamid ist ein Arzneistoff aus der Gruppe der nichtsteroidalen Antiandrogene (NSAA). Unter dem Namen Nubeqa (Hersteller: Bayer) wurde er 2019 in den USA und 2020 in der EU zur oralen Behandlung bestimmter Formen von Prostatakrebs zugelassen.

## Wirkungsmechanismus

Hauptmetabolit Keto-Darolutamid

Darolutamid und sein Hauptmetabolit Keto-Darolutamid binden an den Androgenrezeptor (AR) und hemmen kompetitiv die Bindung von Androgenen, die Translokation des AR in den Zellkern und die AR-vermittelte Transkription. Die Proliferation der Prostatakarzinomzellen wird gehemmt.

## Anwendungsgebiet
Das Anwendungsgebiet umfasst die Behandlung erwachsener Männer mit nicht-metastasiertem kastrationsresistentem Prostatakarzinom (nmCRPC), die ein hohes Risiko für die Entwicklung von Metastasen aufweisen. Ferner ist Darolutamid – in Kombination mit Docetaxel und zusätzlich zu einer Androgendeprivation (dem Entzug von Androgenen) – angezeigt bei metastasiertem hormonsensitiven Prostatakarzinom (mHSPC).

## Nebenwirkungen
Die am häufigsten beobachteten Nebenwirkungen waren je nach Anwendungsgebiet  Fatigue/Erschöpfungszustände sowie Ausschlag und Hypertonie.
| Pharmakologische Daten | Pharmakologische Daten                               |
| ---------------------- | ---------------------------------------------------- |
| Verabreichungsweg      | Oral (Einnahme)                                      |
| Bioverfügbarkeit       | 30 %                                                 |
| Plasmaeiweißbindung    | 92 % (Darolutamid), 99,8 % (Keto-Darolutamid)        |
| Halbwertzeit           | 18–20 Stunden                                        |
| Metabolisierung        | Überwiegend hepatisch, vorwiegend Cytochrom P450 3A4 |
| Ausscheidung           | Urin, Fäzes                                          |

## Sonstiges
Strukturell verwandte Wirkstoffe, die ebenfalls zu den Antiandrogenen gehören, sind Apalutamid, Enzalutamid und Bicalutamid.